# Communauté de communes du Pays entre Loire et Rhône
La communauté de communes du Pays entre Loire et Rhône (COPLER) est une communauté de communes française, située dans le département de la Loire et la région Auvergne-Rhône-Alpes. 
Elle est couramment appelée CoPLER.

## Historique
Elle est créée le 28 décembre 1993.

## Territoire communautaire

### Géographie
La CoPLER est un territoire rural de basse montagne traversé par la RN7 qui est situé au Nord-Est du Massif central, à proximité de Roanne, Lyon et Saint-Etienne.

### Composition
La communauté de communes est composée des 16 communes suivantes :

| Nom                             | Code Insee | Gentilé       | Superficie (km2) | Population (dernière pop. légale) | Densité (hab./km2) |
| ------------------------------- | ---------- | ------------- | ---------------- | --------------------------------- | ------------------ |
| Saint-Symphorien-de-Lay (siège) | 42289      | Symphorinois  | 33,57            | 1 976 (2022)                      | 59                 |
| Chirassimont                    | 42063      | Casamontois   | 10,69            | 388 (2022)                        | 36                 |
| Cordelle                        | 42070      | Cordellois    | 26,64            | 944 (2022)                        | 35                 |
| Croizet-sur-Gand                | 42077      | Croizetois    | 5,98             | 315 (2022)                        | 53                 |
| Fourneaux                       | 42098      | Forniclins    | 12,17            | 567 (2022)                        | 47                 |
| Lay                             | 42118      | Layens        | 12,85            | 764 (2022)                        | 59                 |
| Machézal                        | 42128      | Malécazaliens | 13,88            | 401 (2022)                        | 29                 |
| Neaux                           | 42153      | Novaliens     | 17,36            | 479 (2022)                        | 28                 |
| Neulise                         | 42156      | Neulisiens    | 22,99            | 1 356 (2022)                      | 59                 |
| Pradines                        | 42178      | Pradinois     | 11,6             | 902 (2022)                        | 78                 |
| Régny                           | 42181      | Régnycois     | 13,8             | 1 447 (2022)                      | 105                |
| Saint-Cyr-de-Favières           | 42212      | Saint-Cyriens | 14,11            | 1 028 (2022)                      | 73                 |
| Saint-Just-la-Pendue            | 42249      | Sanjustois    | 19,88            | 1 644 (2022)                      | 83                 |
| Saint-Priest-la-Roche           | 42277      |               | 13,5             | 340 (2022)                        | 25                 |
| Saint-Victor-sur-Rhins          | 42293      |               | 11,43            | 1 164 (2022)                      | 102                |
| Vendranges                      | 42325      | Vendrangeois  | 11,14            | 390 (2022)                        | 35                 |

### Démographie
| 1968   | 1975   | 1982   | 1990   | 1999   | 2010   | 2015   |
| ------ | ------ | ------ | ------ | ------ | ------ | ------ |
| 12 859 | 12 095 | 12 064 | 11 943 | 11 765 | 13 274 | 13 798 |

## Administration

### Siège
Le siège de la communauté de communes est situé à Saint-Symphorien-de-Lay.

### Les élus
La représentation des communes au sein du Conseil de Communauté est fixée en fonction de la population des communes membres à raison de : 
- 2 délégués par communes de moins de 500 habitants (Croizet-sur-Gand, Saint-Priest-la-Roche, Vendranges, Machézal, Chirassimont et Neaux),
- 3 délégués par communes de 500 à 999 habitants (Fourneaux, Lay, Pradines, Saint-Cyr-de-Favières et Cordelle),
- 4 délégués par communes de 1000 à 1499 habitants (Saint-Victor-sur-Rhins, Neulise),
- 5 délégués par communes de 1500 à 1999 habitants (Régny, Saint-Just-la-Pendue et Saint-Symphorien-de-Lay). 

### Présidence
Le conseil communautaire élit un bureau composé d'un président et de 9 vice-présidents.
| Période | Période  | Identité          | Étiquette | Qualité                                              |
| ------- | -------- | ----------------- | --------- | ---------------------------------------------------- |
| 1993    | 2001     | Michel Chartier   | UMP       | Maire de Saint-Victor-sur-Rhins - conseiller général |
| 2001    | 2014     | Claude Janin      | SE        | Maire de Fourneaux                                   |
| 2014    | 2020     | Hubert Roffat     | SE        | Maire de Neulise                                     |
| 2020    | En cours | Jean-Paul Capitan | SE        | Premier Adjoint au Maire de Cordelle                 |

### Compétences
La communauté de communes exerce les compétences suivantes :
- l'aménagement de l'espace ;
- le développement économique touristique et culturel ;
- la politique du logement et du cadre de vie ;
- la politique culturelle et de communication ;
- la protection et mise en valeur de l'environnement ;
- la politique enfance, jeunesse et emploi.

### Régime fiscal et budget
Le régime fiscal de la communauté de communes est la fiscalité professionnelle unique (FPU).